# Ralph Santolla
Ralph Santolla (ur. 8 grudnia 1966 w Tampie, zm. 6 czerwca 2018) – amerykański muzyk, kompozytor i instrumentalista, gitarzysta.
Santolla występował m.in. z Sebastianem Bachem, a także w takich zespołach jak Deicide, Eyewitness, Millenium, Iced Earth czy Death, z którym zagrał trasę koncertową w 1993 roku oraz wystąpił w teledysku do utworu „The Philosopher”.
W latach 2007–2011 występował w grupie Obituary.

## Dyskografia
| Solo - Shaolin Monks in the Temple of Metal (2002) - Requiem for Hope (2007) Millennium - Millennium (1997) - Angelfire (1999) - Hourglass (2000) - The Best of... and More (2004) - Jericho (2004) Deicide - The Stench of Redemption (2006) - Till Death Do Us Part (2008) - To Hell With God (2011) |  | Obituary - Xecutioner’s Return (2007) - Darkest Day (2009) Iced Earth - The Glorious Burden (2004) Inne - Jørn – Starfire (2000, gościnnie) - Warmen – Accept the Fact (2005, gościnnie) - Jørn – Unlocking the Past (2007, gościnnie) - Holy Moses – Agony of Death (2008, gościnnie) - Jon Oliva's Pain – Global Warning (2008, gościnnie) - Tardy Brothers – Bloodline (2009, gościnnie) |